# Armadale (Victoria)
Pour les articles homonymes, voir Armadale.
Armadale est une banlieue de Melbourne, dans l'État de Victoria, en Australie.
Sa population était de 9 054 habitants lors du recensement de 2016.